# Telecomix

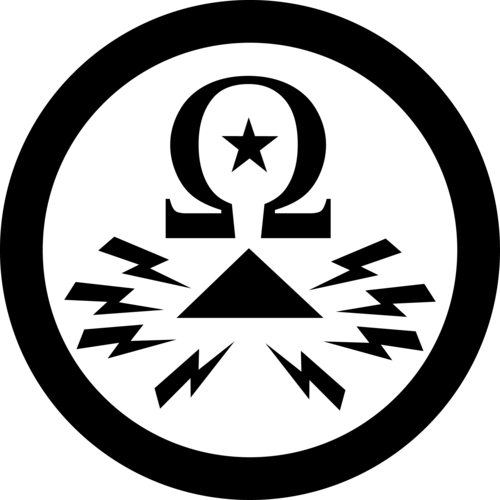
Logo von Telecomix

Telecomix war ein Zusammenschluss von Netzaktivisten, die sich als dezentrales Cluster organisierten. Ihr Ziel war die Verteidigung der Meinungsfreiheit. Bekannt wurde Telecomix durch die Hilfe zur Umgehung von Netzzensur während des Arabischen Frühlings.
Der Name Telecomix wurde sowohl von WeRebuild als auch von Telecomix selbst benutzt. WeRebuild war ein gemeinschaftliches Projekt, das Gesetze vorschlägt und diskutiert, sowie Informationen über Politik und Politiker sammelt.

## Geschichte
Telecomix wurde am Abend des 19. April 2009 auf Vorschlag von Erik Josefsson nach einem Seminar zu Überwachung, dem schwedischen FRA-Gesetz und Gesetzen, die zu dieser Zeit im europäischen Parlament umgesetzt wurden, gegründet. Josefsson bat die Zuschauer um Hilfe, die Überwachungsgesetze im europäischen Parlament zu verhindern. Während der ersten Monate Telecomix' Bestehens lag der Fokus auf dem Telekom-Paket, der Vorratsdatenspeicherung und dem FRA-Gesetz. Die Arbeit bestand in der Informationsbeschaffung über die Gesetze und der Politik dahinter, öffentlichen Gesprächen und Kunstprojekten.
Während des 2011er Chaos Communication Camps wurden die Server bis auf einige der IRC-Server aufgrund der extremen Erschöpfung der Aktivisten abgeschaltet; wenig später waren sie aber wieder online.

## Herkunft
Telecomix hat seine Wurzeln in einer sehr heterogenen Aktivisten- und Hacker-Szene. Viele der Gründungsmitglieder beteiligten sich auch in und um The Pirate Bay. Ebenso gibt es Überlappungen mit der Julia-Gruppe und La Quadrature du Net sowie mit dem Hackerspace Forskningsavdelningen in Malmö. Mitglied von Telecomix zu sein ist eine recht vage Bezeichnung. Einzig formelles Ritual ist es, den IRC-Kanal zu betreten. Im Jahre 2011 begannen Aktivisten von Telecomix Interviews zu geben und auf Konferenzen wie dem Chaos Communication Congress zu sprechen.

## Projekte und Aktionen

### Aktionen in Ägypten
Während des durch die ägyptische Regierung veranlassten Internet-Blackout Anfang 2011 baute Telecomix im Zuge von "WeRebuild" eine parallele Internet-Infrastruktur in Ägypten auf. Viele Mitglieder und daraufhin auch das French Data Network stellten alte Modem-Hardware über ihre privaten Nummern dabei als Einwahlpunkte zur Verfügung und faxten, unter anderem mit Hilfe der Netzaktivisten von Anonymous, diese Nummern an öffentliche Einrichtungen, Universitäten, Hotels und andere. Zusätzlich stellten sie Packet-Radio-Verbindungen zur Verfügung.

### Aktionen in Syrien
Ähnlich wie in Ägypten baute Telecomix hier neue Zugänge zum Internet aus und ermöglichte auf diese Weise Revolutionären, Berichte ins Netz zu stellen und von den Ereignissen zu berichten. Am 15. September 2011 lenkte Telecomix alle Verbindungen zum syrischen Web um und leitete Internetsurfer zu einer Website mit Anleitungen, um Zensur zu umgehen.
Zusätzlich drangen Aktivisten von Telecomix in die Netzinfrastruktur ein und verschafften sich Zugriff auf Logs mit Sperrrichtlinien und veröffentlichte diese. Bei Analysen der gewonnenen Daten konnten die Aktivisten eine Spur zu US-amerikanischen Herstellern von Überwachungstechnologie ausmachen. US-amerikanische Senatoren der Demokraten sowie der Republikanischen Partei beantragten daraufhin eine Untersuchung. Der Leak wurde von Jacob Appelbaum kritisiert, da er zu viele sensible Informationen über syrische Benutzer beinhalte.

### Aktionen in Libyen
Während der Revolution in Ägypten 2011 aber auch der Eskalation des libyschen Bürgerkrieges brachte Telecomix Anleitungen in Umlauf, wie man mit einem Festnetzanschluss staatliche Blockaden des Breitbandanschlusses umgeht. Dazu wurden Dienste genutzt, die von Telecomix und anderen Aktivisten angeboten wurden.

### Verschiedene Projekte
Telecomix betreibt eine Suchmaschine, die auf Seeks basiert. Dabei handelt es sich um eine Open-Source- und auf Peer-to-Peer basierende Suchmaschine, die anonyme Internetrecherchen zulässt. Die Suchanfragen werden verschlüsselt durch die Peers gesendet.
Außerdem nutzt Telecomix einen MegaHAL-Chatbot, der Cameron genannt wurde. Ein Mitglied beschreibt sie als „die computergenerierte Representation von uns allen“.